# Den Gule Flod
Huang He (Wade-Giles: Hwang-ho) betyder ordret oversat: Den gule Flod. Den er Kinas næstlængste flod (5.464 km), og den afvander et område på ca. 944.970 km². Floden har sit udspring i 4.500 m højde på Qingzang (Sinkiang) højsletten og udmunder i Bohaibugten i Det gule hav. Floden passerer kun få byer, men de vigtigste er Lanzhou og Jinan. Trods det store afvandingsområde har floden kun ringe vandføring, hvad der skyldes, at den gennemløber meget tørre områder.
Floden får sin gule farve fra de store mængder löss, som den fører med sig fra det mellemste løb. Dette materiale aflejres langs flodens bund på den nederste del af dens løb, og det har gjort det nødvendigt at inddæmme den ved århundreders digebyggeri. Det har så til gengæld betydet, at floden flyder højt hævet over det omgivende landskab, hvad der øger faren for oversvømmelser. I 1887 oversvømmede floden store dele af den nordkinesiske slette, og der døde mellem 900.000 og 2.000.000 mennesker. Det gentog sig i 1931, hvor dødstallet blev mellem 1.000.000 og 3.700.000. I 1938 gennembrød tropper under Chiang Kai-shek digerne for at standse de fremrykkende japanske tropper med det resultat, at mellem 500.000 og 900.000 kinesere døde.
Huang He har både været set som en velsignelse (på grund af det næringsrige mudder) og som en plage. Det sidste hænger sammen med, at floden har været umulig at tæmme. I historisk tid har den ændret leje mindst 5 gange, og den har gennembrudt digerne mere end 1.500 gange. I 1194 overtog Huang He Huai flodens udløb i Det Gule Hav. Her blev den i 700 år og spærrede Huai med sit mudder. I 1855 ændrede floden løb igen, og i 1897 fandt den sit nuværende leje, hvor den udmunder gennem Jinan i Shandongprovinsen.
Provinserne Hebei og Henan har deres navne fra Huang He. Navnene betyder henholdsvis "Nord for (den gule) flod" og "Syd for (den gule) flod".